# Nationale Vergadering (Kenia)
De Nationale Vergadering (Engels: National Assembly) is het lagerhuis van het parlement van Kenia en telt 349 leden. Van hen worden er 290 gekozen via een districtenstelsel; daarnaast kiest elk van de 47 counties ieder een vrouw en worden er 12 leden benoemd door de regering (zij zijn vertegenwoordigers van verschillende sociale groepen, zoals de jeugd, arbeiders en mensen met een lichamelijke beperking). De voorzitter (Speaker) van de Nationale Vergadering is ex officio lid. Verkiezingen vinden om de vijf jaar plaats.
De Nationale Vergadering werd ingesteld in 1963, het jaar van de onafhankelijkheid van Kenia, onder de naam Huis van Afgevaardigden (House of Representatives). In 1966 werd de huidige naam aangenomen. Tot 1992 werd het parlement gedomineerd door de Kenya African National Union (KANU). Deze partij was van 1982 tot 1991 de enige toegelaten partij in het land. Sinds de invoering van het meerpartijenstelsel kent het land een breed scala aan politieke partijen. Bij de verkiezingen van 2017 werd de Jubilee Alliance van president Uhuru Kenyatta de grootste politieke formatie in de Nationale Vergadering met 207 zetels. Voorzitter van de Nationale Vergadering is Justin Muturi (Jubilee).
Het hogerhuis van het parlement is de Senaat (Senate).

## Zetelverdeling

Zetelverdeling na de verkiezingen van 2017
Jubilee Alliance : 172
Coalition for Reforms and Democracy : 125
Overige partijen en partijloze afgevaardigden : 51
Vacant: 1

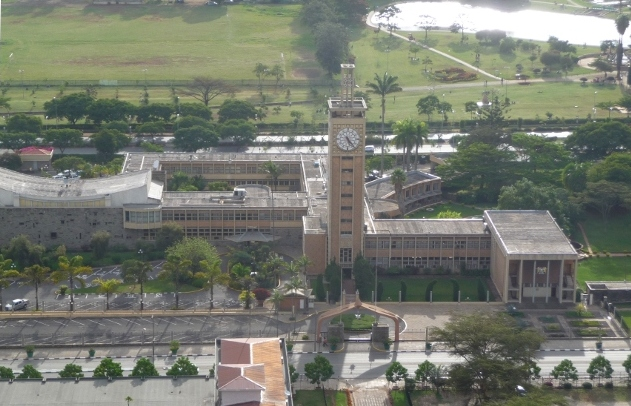
Het parlementsgebouw in Nairobi
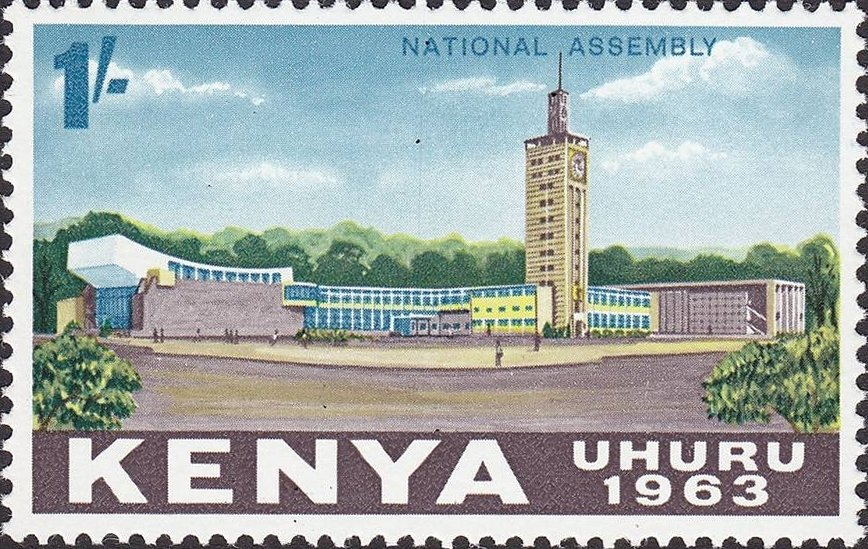
Het parlementsgebouw afgebeeld op een postzegel (1963)